# Ilia Samochnikov
Ilia Andreïévitch Samochnikov (en russe : Илья Андреевич Самошников) est un footballeur russe né le 14 novembre 1997 à Moscou. Il évolue au poste de défenseur latéral au Rubin Kazan.

## Biographie

### Carrière en club
Natif de Moscou, Ilia Samochnikov effectue sa formation de joueur dans les rangs du Prialit, dans la ville voisine de Reoutov, où il évolue pendant près de douze ans. Il fait sous ces couleurs ses débuts au niveau amateur avant de rejoindre brièvement l'équipe réserve du Veles Moscou en début d'année 2017. Durant l'été qui suit, il est recruté par l'autre club moscovite de l'Ararat avec lequel il prend cette fois part à la troisième division professionnelle. Il joue ainsi sa première rencontre au niveau professionnel le 19 juillet 2017 contre le Zorki Krasnogorsk, à l'âge de 19 ans et prend en tout part à une vingtaine de matchs sur l'ensemble de l'exercice 2017-2018 qui voit l'Ararat terminer largement premier du groupe Centre.
Laissé libre après la disparition du club dans la foulée, Samochnikov rejoint alors le Chinnik Iaroslavl en deuxième division et s'impose progressivement comme titulaire au poste de défenseur latéral, que ce soit à droite ou à gauche. Ses performances attirent l'intérêt du FK Orenbourg en début d'année 2019, avec qui il signe même un contrat d'une année. Des changements dans la direction du club, qui tente sans succès de renégocier les termes de l'accord initial, amènent cependant à l'annulation du transfert. Ayant officiellement quitté le Chinnik entre-temps, le joueur se voit alors obligé de passer le reste du premier semestre 2019 sans club tandis qu'Orenbourg est condamné à lui payer des indemnités, le contrat signé étant reconnu comme valide par la fédération russe de football.
Après près de huit mois sans jouer, Samochnikov s'engage librement avec le Torpedo Moscou durant l'été 2019. Il se démarque alors une fois de plus, cette fois principalement au poste de milieu gauche, notamment lors d'un match contre le Spartak-2 Moscou durant lequel il inscrit un but et délivre une passe décisive pour un succès 3-2. Sa première partie de saison attire une nouvelle fois l'intérêt d'un club de l'élite, cette fois le Rubin Kazan qui le recrute au début du mois de janvier 2020.
Samochnikov fait ses débuts sous ses nouvelles couleurs, et en première division, le 27 juin 2020 contre le Lokomotiv Moscou. Il s'impose par la suite comme titulaire au poste de latéral gauche, notamment durant la saison 2020-2021, ses performances lui valant alors d'être nommé dans la liste des 33 meilleurs joueurs du championnat (ru).

### Carrière internationale
N'ayant jamais joué le moindre match avec les sélections de jeunes, Samochnikov est sélectionné directement avec la sélection russe A pour la première fois par Stanislav Tchertchessov au mois de mars 2021 lors des éliminatoires de la Coupe du monde 2022, mais ne dispute aucune rencontre à cette occasion. Il est par la suite inclus dans la liste préliminaire élargie dans le cadre de l'Euro 2020 mais ne prend finalement pas part à la phase finale.
Samochnikov finit par faire ses débuts avec la Sbornaïa le 1er septembre suivant, cette fois sous les ordres de Valeri Karpine lors d'un match contre la Croatie (match nul 0-0). Il prend par la suite part aux deux rencontres suivantes contre Chypre et Malte mais rate les deux trêves internationales d'octobre et novembre, et donc la fin des éliminatoires pour le Mondial, sur blessure.

## Statistiques
| Saison                | Club                  | Championnat           | Championnat | Championnat | Coupe(s) nationale(s) | Coupe(s) nationale(s) | Compétition(s) continentale(s) | Compétition(s) continentale(s) | Compétition(s) continentale(s) | Total | Total |
| Saison                | Club                  | Division              | M.          | B.          | M.                    | B.                    | Comp.                          | M.                             | B.                             | M.    | B.    |
| 2017-2018             | Ararat Moscou         | D3                    | 19          | 1           | 4                     | 0                     | -                              | -                              | -                              | 23    | 1     |
| 2018-2019             | Chinnik Iaroslavl     | D2                    | 14          | 0           | 1                     | 0                     | -                              | -                              | -                              | 15    | 0     |
| 2019-2020             | Torpedo Moscou        | D2                    | 22          | 1           | 2                     | 0                     | -                              | -                              | -                              | 24    | 1     |
| 2019-2020             | Rubin Kazan           | D1                    | 6           | 0           | -                     | -                     | -                              | -                              | -                              | 6     | 0     |
| 2020-2021             | Rubin Kazan           | D1                    | 24          | 2           | 2                     | 0                     | -                              | -                              | -                              | 26    | 2     |
| 2021-2022             | Rubin Kazan           | D1                    | 24          | 1           | 2                     | 0                     | C4                             | 1                              | 0                              | 27    | 1     |
| 2022-2023             | Rubin Kazan           | D2                    | 16          | 1           | -                     | -                     | -                              | -                              | -                              | 16    | 1     |
| Total sur la carrière | Total sur la carrière | Total sur la carrière | 125         | 6           | 11                    | 0                     | -                              | 1                              | 0                              | 137   | 6     |